# Herb Rybnika
Herb Rybnika – jeden z symboli miasta Rybnik w postaci herbu.

## Wygląd i symbolika
Herb przedstawia na błękitnej tarczy herbowej srebrną rybę (szczupaka) z prawa w skos, ogonem ku dołowi. Nad i pod rybą widnieje stylizowany motyw roślinny (także z prawa w skos), przedstawiający orzech wodny o srebrnych (białych) łodygach i srebrnych kwiatach.